# 張應金
張應金（？—？），中國清朝武官官員，本籍山西。張應金於1703年（康熙42年）奉旨接替董大功，於台灣地區擔任台灣水師協副將。而隸屬台灣鎮之下的此官職是台灣清治時期中的這階段，全台灣的海防軍事層級最高武將，其統帥三營兵力，約數千名水師兵勇。任滿升任汀州總兵。
| 前任： 董大功 | 台灣水師協副將 1703年上任 | 繼任： 張得功 |